# Municipalità locale di Mamusa
Mamusa  è una municipalità locale (in inglese Mamusa Local Municipality) appartenente alla municipalità distrettuale di Dr Ruth Segomotsi Mompati della provincia del Nordovest in Sudafrica.
Il suo territorio si estende su una superficie di 3.614 km² ed è suddiviso in 3 circoscrizioni elettorali (wards). Il suo codice di distretto è NW393. Questa municipalità locale è anche chiamata Schweizer- Reneke.

## Geografia fisica

### Confini
La municipalità locale di Mamusa confina a nord con quella di Tswaing (Ngaka Modiri Molema), a est con quella di Maquassy Hills (Dr Kenneth Kaunda), a est e a sud con quella di Lekwa-Teemane, a sud e a sudovest con quella di Greater Taung e a ovest e nordovest con quella di Naledi.

### Città e comuni
- Amalia
- Glaudina
- Ipelegeng
- Mamusa
- Migdol
- Molatswanene
- Schweizer-Reneke

### Fiumi
- Harts
- Marokane
- Pudumong